# Dekanat Fife
Dekanat Fife – jeden z 6 dekanatów rzymskokatolickiej diecezji Dunkeld w Szkocji. 
Według stanu na październik 2016 w skład dekanatu wchodziło 4 parafie rzymskokatolickie. 

## Lista parafii
Źródło:
| Lp. | Miejscowość      | Parafia                                        | Grafika | Kościół                                                  | Adres                                  |
| --- | ---------------- | ---------------------------------------------- | ------- | -------------------------------------------------------- | -------------------------------------- |
| 1   | Cupar            | Parafia św. Kolumby                            |         | Kościół św. Kolumby w Cupar                              | Ashlar Lane Cupar KY15 5AX             |
| 2   | High Valleyfield | Parafia św. Serfa                              |         | Kościół św. Serfa w High Valleyfield                     | Chapel Street Highvalleyfield KY12 8SJ |
| 3   | Tayport          | Parafia Najświętszej Maryi Panny Gwiazdy Morza |         | Kościół Najświętszej Maryi Panny Gwiazdy Morza w Tayport | 20 King Street Newport-on-Tay DD6 8BN  |
| 4   | Newport-on-Tay   | Parafia św. Fillana                            |         | Kościół św. Fillana w Newport-on-Tay                     | 20 King Street Newport-on-Tay DD6 8BN  |